# علم الأعشاب الصيني

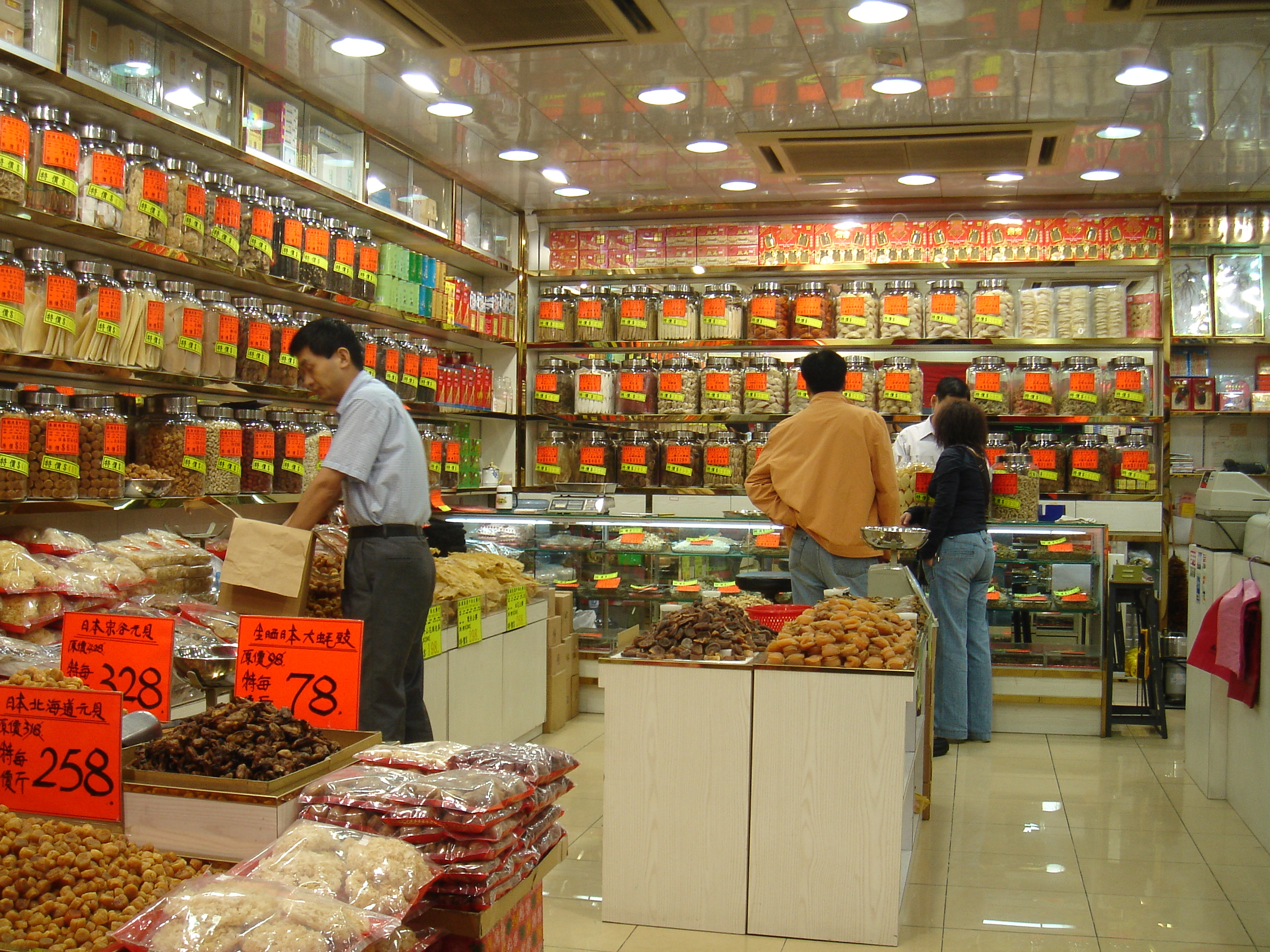

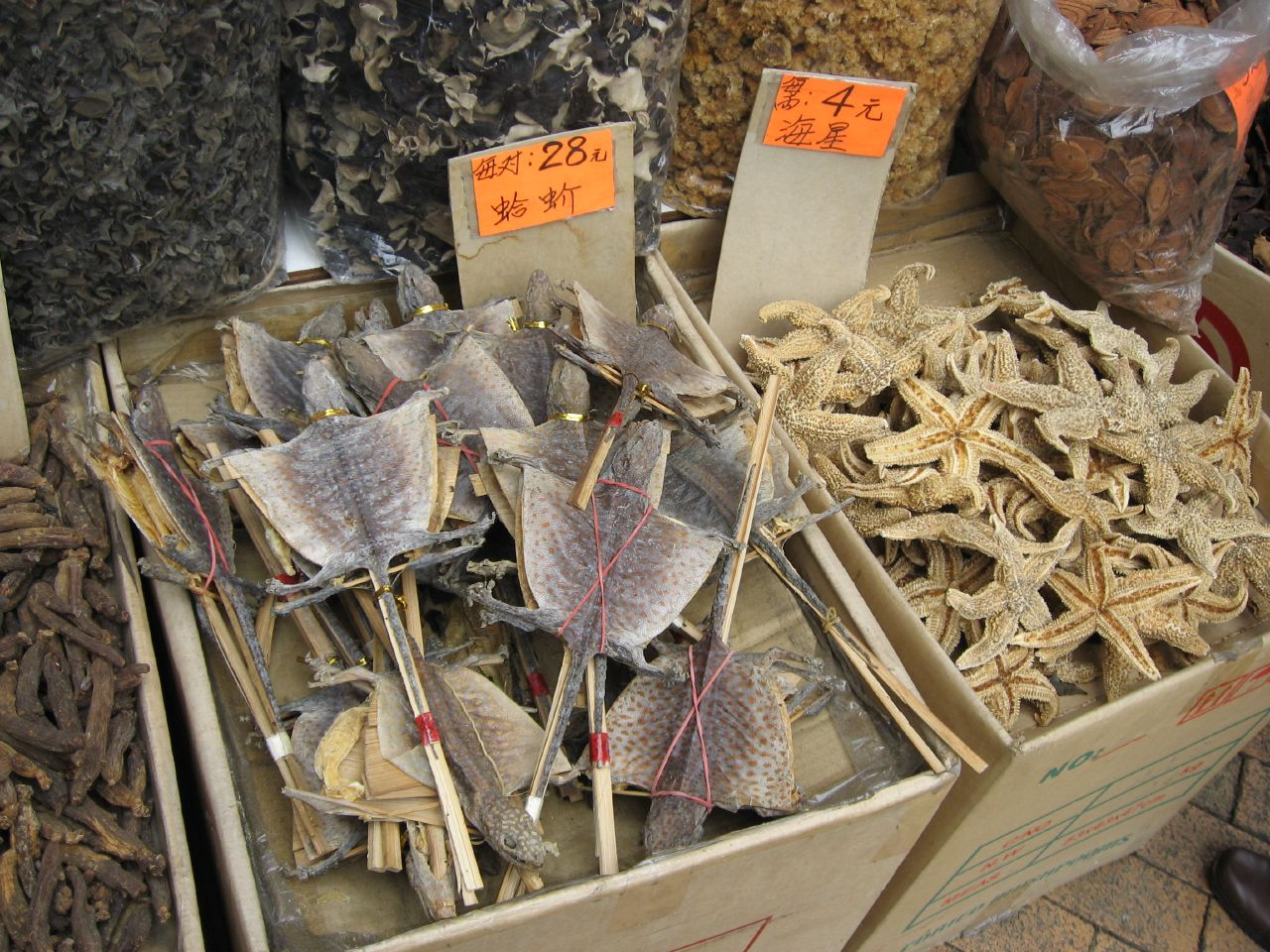

علم الأعشاب الصيني. هو فن صيني يجمع بين الأعشاب الطبية.
علم الأعشاب هو واحد من المصطلحات الأساسية المستخدمة في الطب التقليدي الصيني. كل وصفة من الوصفات هي تركيبة من النابتات وضعت بمقياس متوازن من أجل المريض، وتوجد مجموعة متنوعة من الأعشاب الطبية تشرب عادة مرتين في الساعة الواحدة، إن المعالج عادة ما يستخدم واحد أو اثنين من المكونات الرئيسية التي تستهدف المرض. ثم يضيف المكونات الأخرى لضبط صيغة في اليين واليانغ للمريض؛ أحيانا، وهناك حاجة إلى المكونات لإلغاء سم أو الآثار الجانبية من المكونات الرئيسية. بعض الأعشاب تتطلب استخدام غيرها من المكونات التي تعمل كمحفزات أو شراب غير فعال. بينما المراحل الأخيرة تتطلب الكثير من الخبرة والمعرفة، وهنالك فرق شاسع بين المعالجين بالأعشاب ذوي الخبرة والهواة في الصنعة المبتدئين. وعلى فارق الطب الغربي، إن توازن جميع المكونات يعتبر أكثر أهمية من آثار المكونات الفردية.
يتضمن علم الأعشاب الصينية مكونات من جميع أنواع النباتات، ورقة، الجذعية، زهرة، والجذر، وأيضا المكونات من الحيوانات والمعادن، استخدام الأنواع المهددة بالانقراض (مثل فرس البحر، وحيد القرن والعظام النمر) أظهر جدلا واسعا أدى إلى ظهور سوق سوداء شجعت الصيد غير المشروع للأنواع المهددة بالانقراض.

## طالع ايضاً
- بنتساو كانغمو